# ベジャ
ベジャ(アラビア語：باجة)はチュニジア共和国北西部のベジャ県の県都。
首都チュニスから105km離れている。
メジェルダ川と地中海に挟まれる。
2014年の人口は約10.9万人。

## 歴史
フェニキアが交易場を設置した。 
ヌミディアのユグルタ王(紀元前160年 - 紀元前104年/在位：紀元前118年 - 紀元前106年)が町を築き、「ワガ」と名付けた。
紀元前112年、ヌミディアと共和政ローマの間でユグルタ戦争が起きた。
ローマの将軍はクィントゥス・カエキリウス・メテッルス・ヌミディクス(紀元前160年 - 紀元前91年)だった。
ローマはワガを破壊し、新しく設立した都市を「ヴァッカ」「ヴァガ」と名付けた。
ヴァッカは繁栄し司教管区が置かれた。
ヴァンダルがヴァッカを征服し破壊した。
その後町は約1世紀放置された。
東ローマ帝国がヴァッカを復興し、要塞を建設した。
ウマイヤ朝が征服し、「バジャ」と改名した。
944年、ファーティマ朝が大モスクを建設した。
1675年、ムラド・ベイ2世がハナフィー学派の為にベイ・モスクを建設した。
1685年、モハメド・ベイ・エル・モウラディがマドラサ(イスラム学院)をベイ・モスクに増設した。
1880年、フランスが征服し「ベジャ」と改名した。
1881年4月24日、アルジェリアのロゲロトが、ケフ県を経由してベジャを征服した。
1883年、豊かな土地を求めて入植したヨーロッパ人の為に教会が建設された。
1887年、カルタゴのネクロポリス(集団墓地)が出土した。
7月13日、ベジャ市が設置された。
1942年11月16日、ドイツ軍が訪れ24時間以内に降伏するよう市長に最後通牒を出した。(オクセンコフ作戦)。
ベジャは交通の要所だった。
市長はアルジェにこの事を伝えた。
17日、イギリスのパラシュート舞台が北の丘に到着した。
19日、ドイツがベジャを警告として空襲した。
20日、ドイツが数時間に及ぶ空襲を行った。
ベジャはドイツと連合軍の戦場になった。
28日夜、イギリスが勝利した。

## 地理
チュニジア北西部の白丘に位置し、メジェルダ川が横切る。
カルタゴ・チュニスからキルタ (アルジェリア)・アンナバへの途中に有る。

## 気候

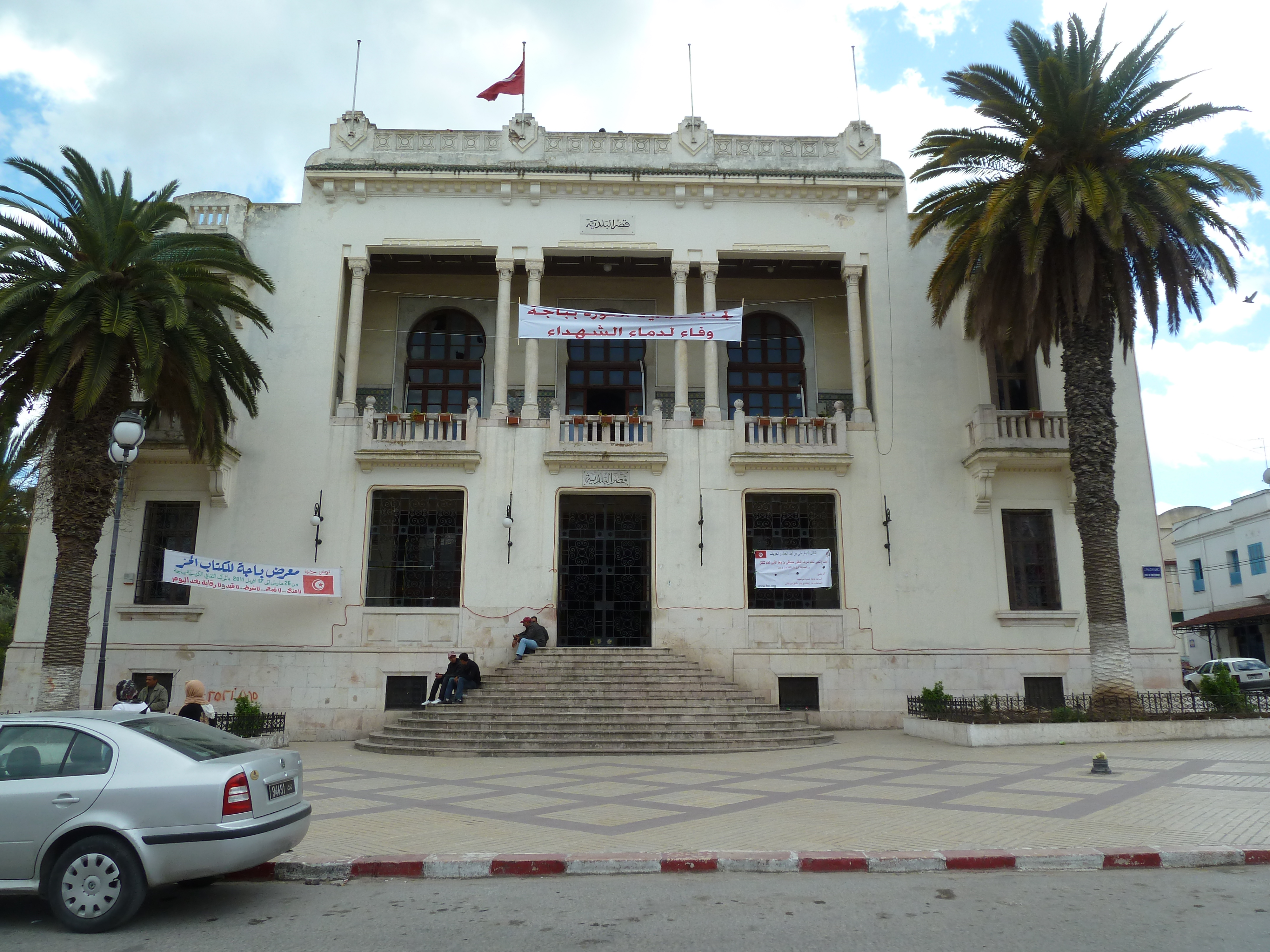
ベジャ市役所

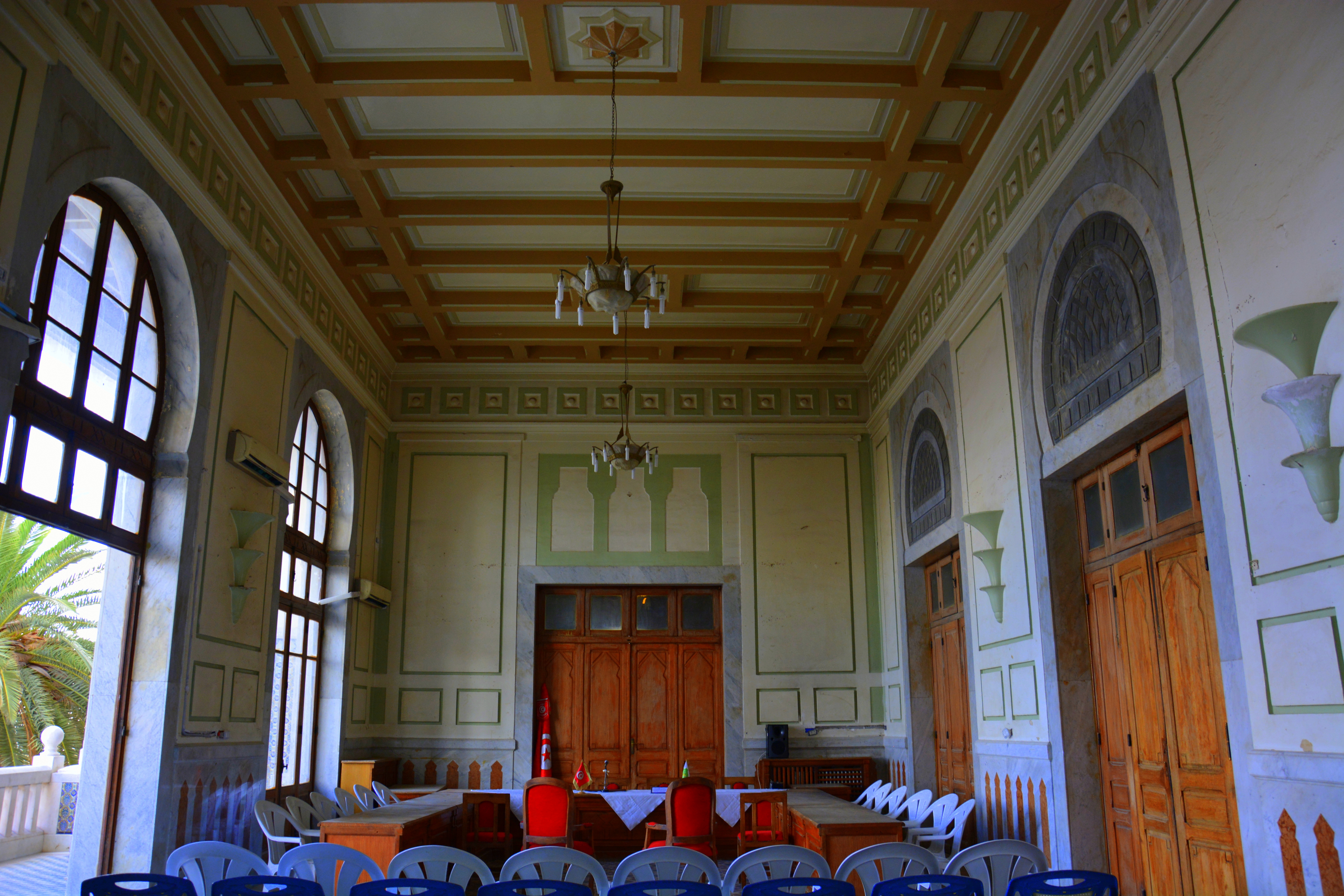
ベジャ市役所会議室

| ベジャの気候           | ベジャの気候 | ベジャの気候 | ベジャの気候 | ベジャの気候 | ベジャの気候 | ベジャの気候 | ベジャの気候 | ベジャの気候 | ベジャの気候 | ベジャの気候 | ベジャの気候 | ベジャの気候 | ベジャの気候  |
| 月                     | 1月          | 2月          | 3月          | 4月          | 5月          | 6月          | 7月          | 8月          | 9月          | 10月         | 11月         | 12月         | 年            |
| ---------------------- | ------------ | ------------ | ------------ | ------------ | ------------ | ------------ | ------------ | ------------ | ------------ | ------------ | ------------ | ------------ | ------------- |
| 平均最高気温 °C （°F） | 13. (55)     | 14.9 (58.8)  | 17.9 (64.2)  | 19.9 (67.8)  | 22.8 (73)    | 28 (82)      | 33 (91)      | 33.1 (91.6)  | 29.8 (85.6)  | 25.4 (77.7)  | 18.5 (65.3)  | 15.3 (59.5)  | 22.63 (72.63) |
| 日平均気温 °C （°F）   | 9.3 (48.7)   | 10.1 (50.2)  | 12.5 (54.5)  | 15,6         | 19,3         | 24 (75)      | 27.3 (81.1)  | 27.4 (81.3)  | 24.4 (75.9)  | 19.2 (66.6)  | 14.1 (57.4)  | 10.4 (50.7)  | —             |
| 平均最低気温 °C （°F） | 5.1 (41.2)   | 5.3 (41.5)   | 7.1 (44.8)   | 8.5 (47.3)   | 10.9 (51.6)  | 12.7 (54.9)  | 15.2 (59.4)  | 15.4 (59.7)  | 15.3 (59.5)  | 12.4 (54.3)  | 8.4 (47.1)   | 6.2 (43.2)   | 10.21 (50.38) |
| 降水量 mm （inch）     | 104 (4.09)   | 88 (3.46)    | 64 (2.52)    | 51 (2.01)    | 33 (1.3)     | 15 (0.59)    | 6 (0.24)     | 5 (0.2)      | 34 (1.34)    | 60 (2.36)    | 61 (2.4)     | 105 (4.13)   | 626 (24.64)   |
| 平均降水日数           | 13           | 12           | 10           | 11           | 7            | 3            | 1            | 2            | 9            | 9            | 11           | 15           | 103           |
| 出典1：Levoyageur.net  |              |              |              |              |              |              |              |              |              |              |              |              |               |
| 出典2：WeatherOnline   |              |              |              |              |              |              |              |              |              |              |              |              |               |

## 宗教
ベジェ市民の殆どはムスリムである。

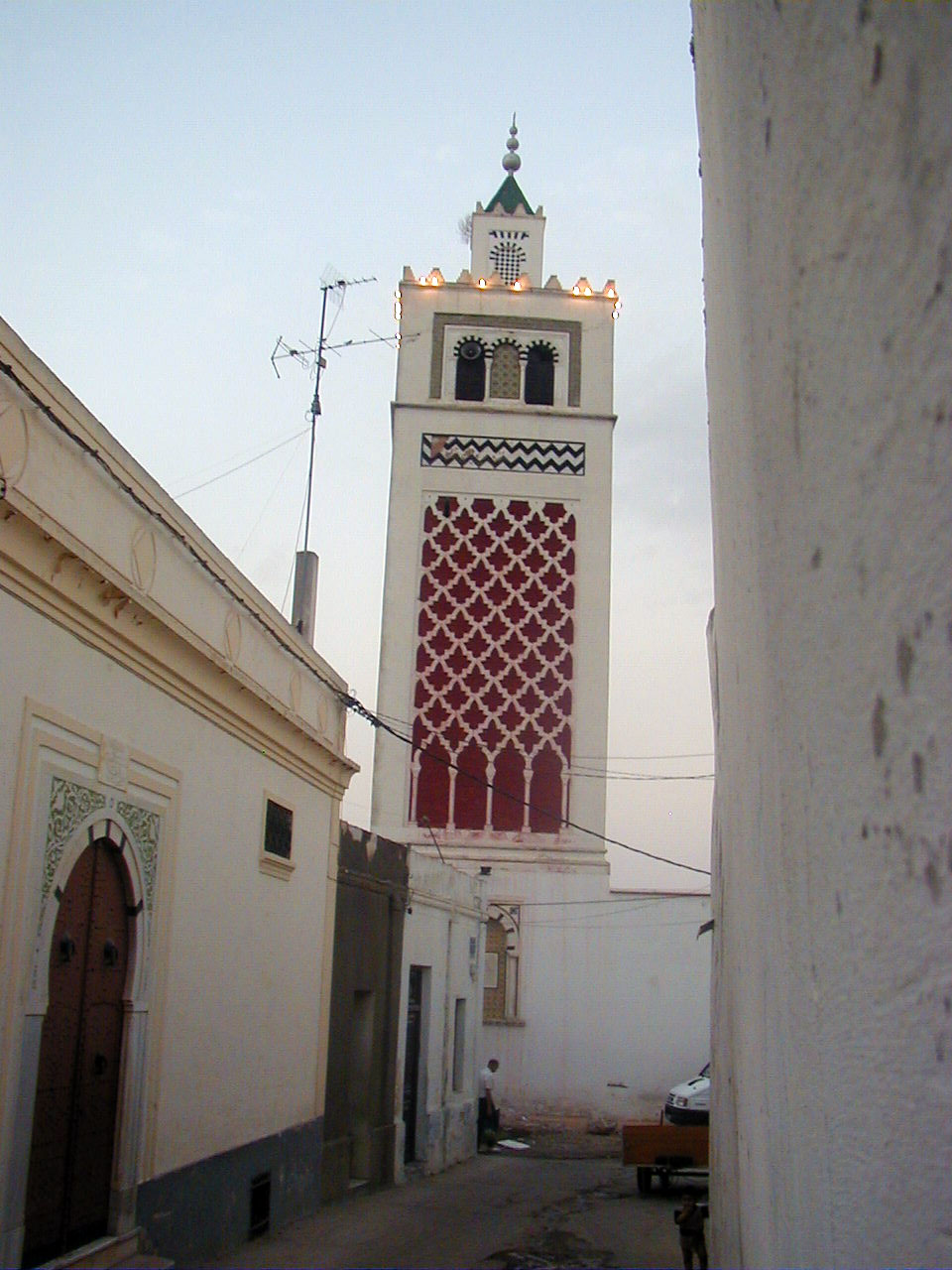
ベジャの大モスク

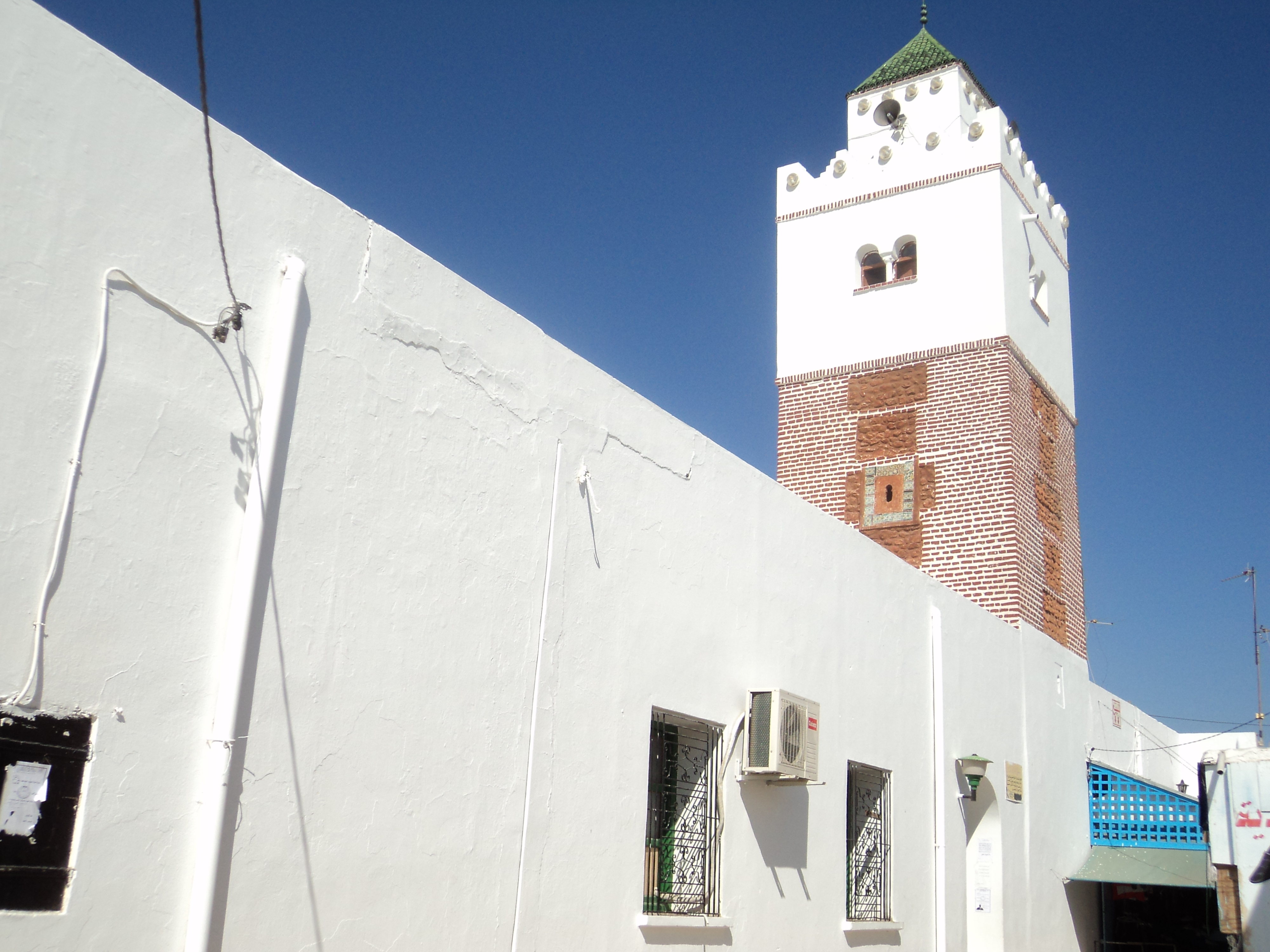
ベイ・モスク

かつてはユダヤ教とキリスト教の集団が居たが、チュニジアがフランスから独立した事で、彼らはヨーロッパや北アメリカ、イスラエルに移住した。
現在も教会やシナゴーグが残っている。

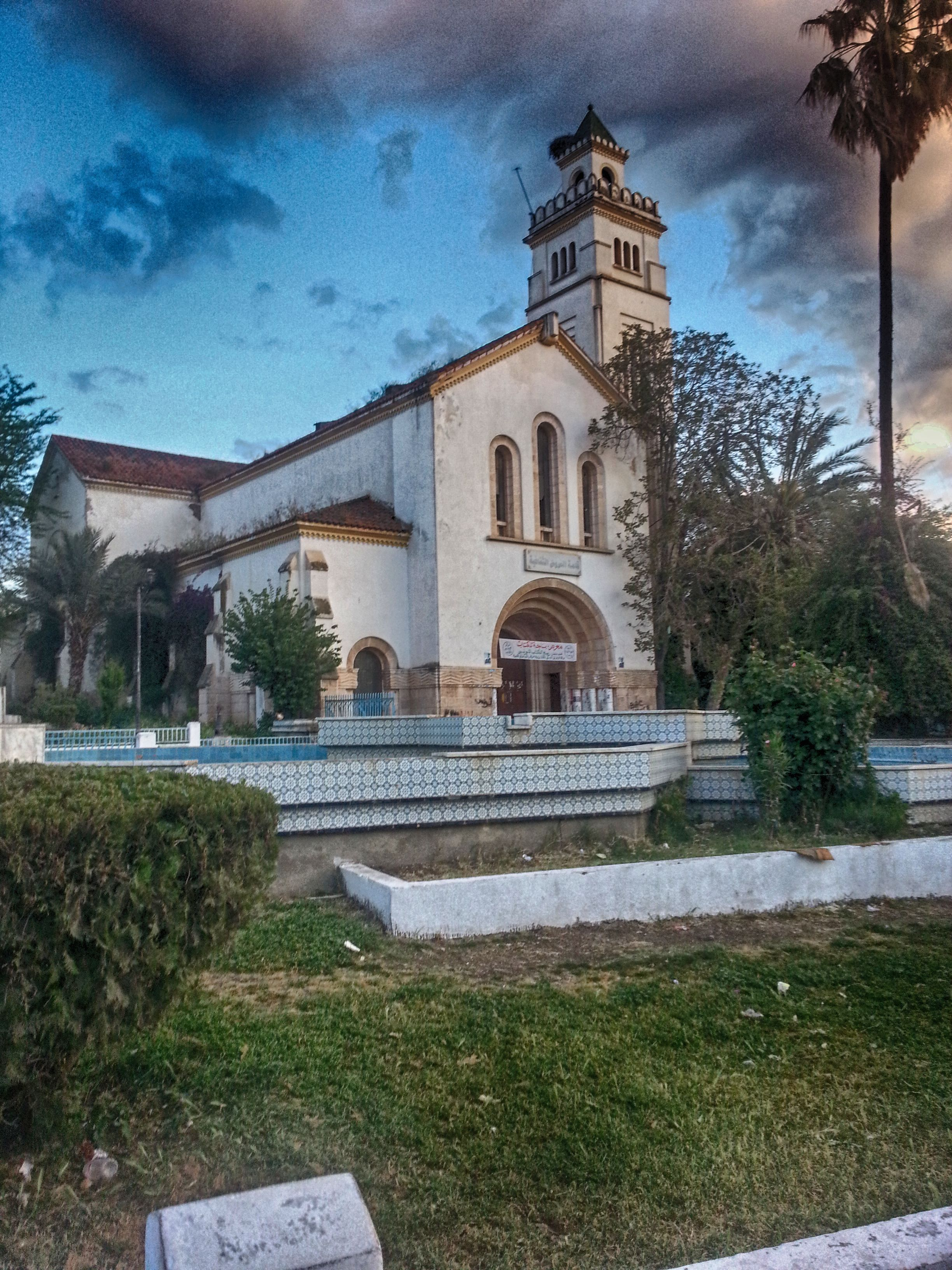
ノートルダム・ロザリオ教会

フランスがチュニジアを保護国にすると、多くのヨーロッパ人が豊かな土地を求めて入植した。
1883年に建てられた教会が手狭になったので、後に大きなノートルダム・ロザリオ教会が建てられた。
独立後は教会は公民館として使われた。

## 教育

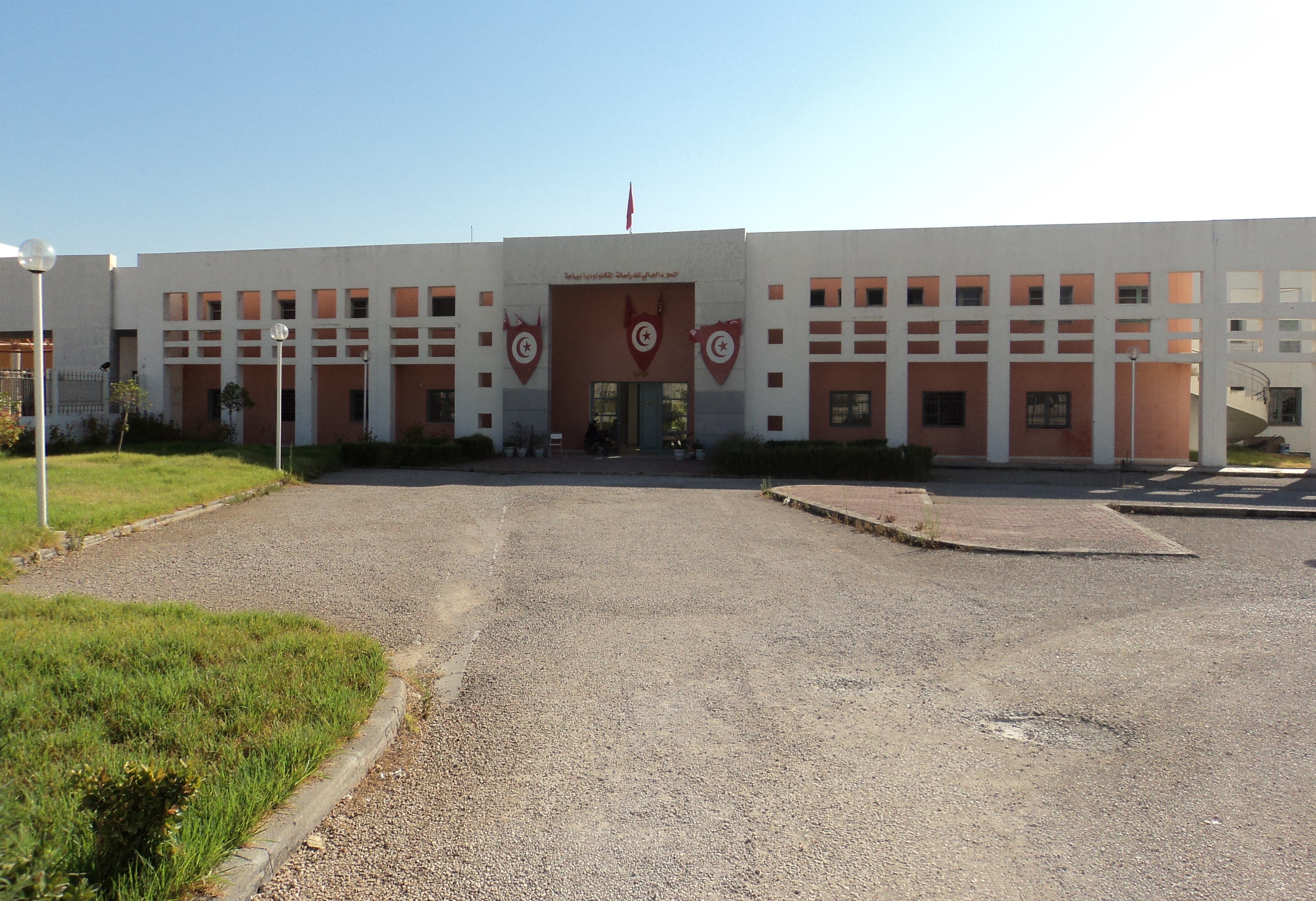
ベジャ技術研究高等機関

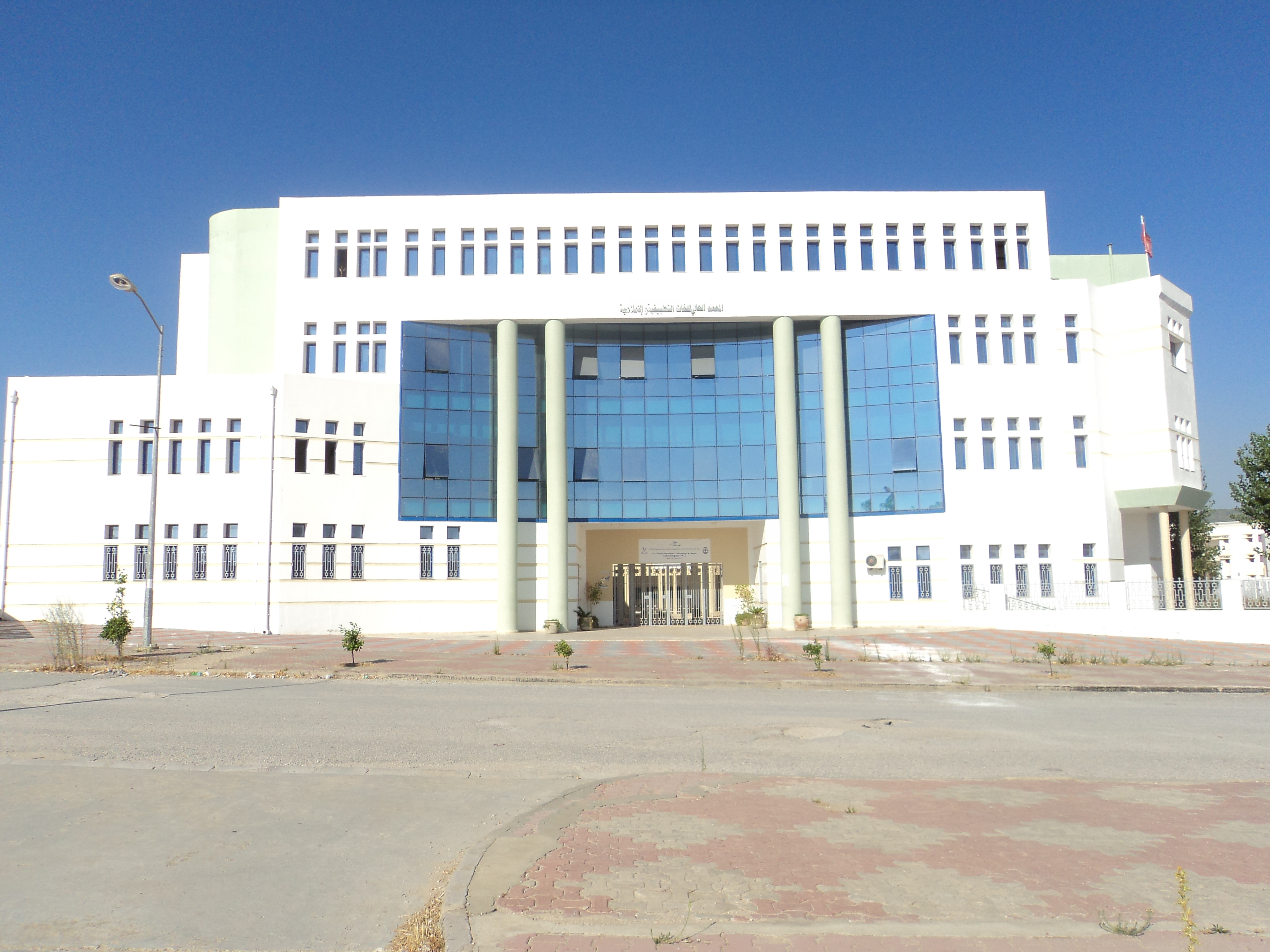
ベジャ言語・コンピューター高等機関

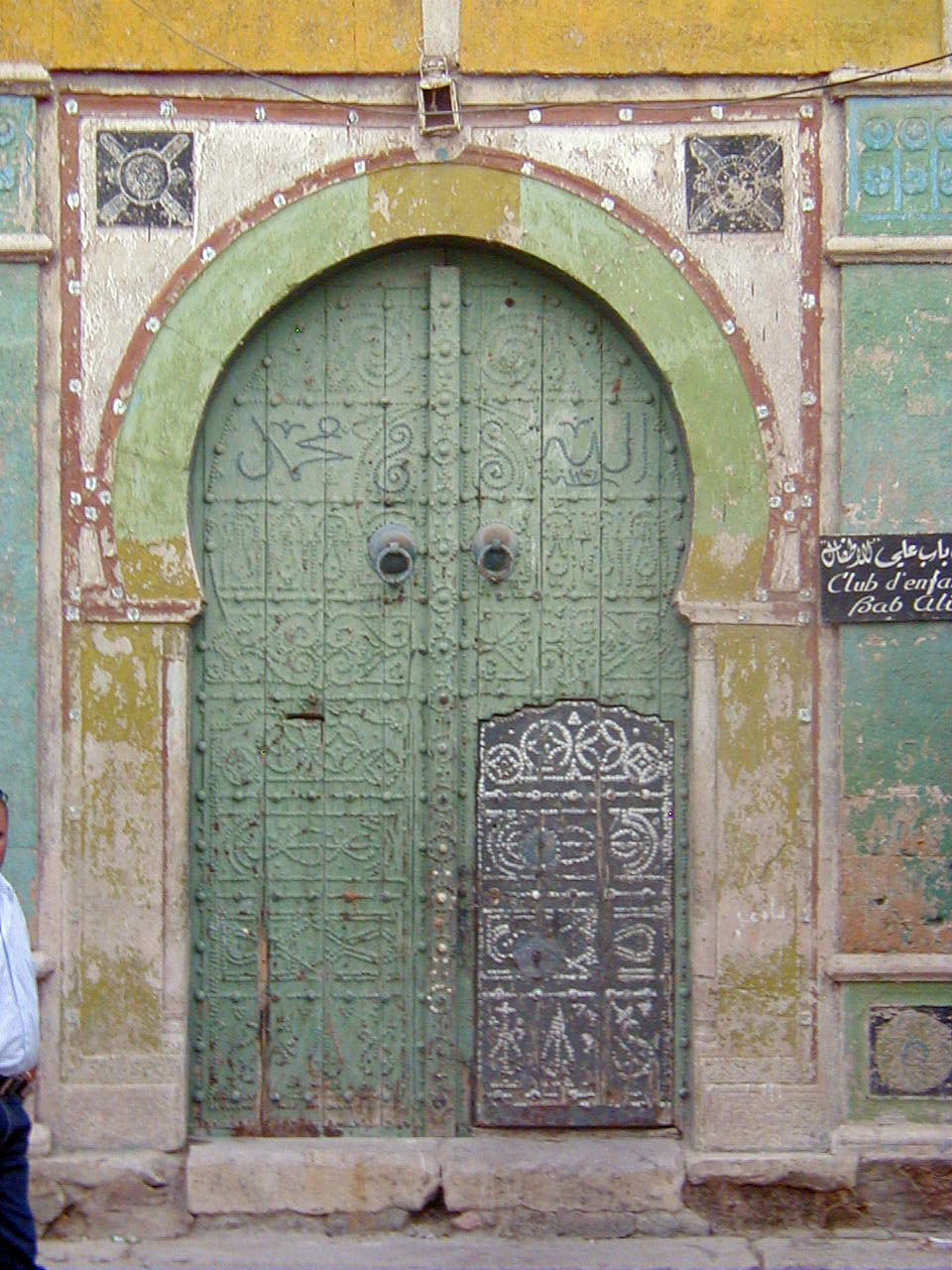
シディ・ババ・アリ・スマディ霊廟の扉

## 姉妹都市
- ベージャ（ポルトガル・ベージャ県、1993年 - ）
- ジベッリーナ（イタリア・シチリア州、2012年 - ）